# Корсаков, Андрей Борисович
Андрей Борисович Ко́рсаков (7 мая 1946, Москва — 22 января 1991, Москва) — советский скрипач. Народный артист РСФСР
  (1990), Заслуженный артист РСФСР (1981).

## Биография
Андрей Корсаков родился 7 мая 1946 года в Москве. Его отец Борис Сергеевич Корсаков — солист и концертмейстер Большого симфонического оркестра Всесоюзного радио и телевидения, Заслуженный артист РСФСР; мать — пианистка.
Учился в Центральной музыкальной школе. Проходил срочную службу в Советской армии. В 1969 году окончил Московскую консерваторию, где учился у Бориса Беленького. Затем учился там же в аспирантуре под руководством Леонида Когана, окончил её в 1971 году. В том же году стал солистом Московской филармонии.
Лауреат ряда международных конкурсов, в том числе имени Паганини в Генуе (1965, 3-я премия), исполнителей в Монреале (1966, 3-я премия), имени Жака Тибо в Париже (1967, 2-я премия), имени Чайковского в Москве (1970, 5-я премия), имени королевы Елизаветы в Брюсселе (1971, 2-я премия), а также Всесоюзного конкурса музыкантов-исполнителей в Риге (1970, 1-я премия).
Активно выступал с концертами, много гастролировал за рубежом. Впервые исполнил ряд произведений российских композиторов. В его репертуаре были сочинения А. А. Алябьева, В.-А. Моцарта, И. Альбениса, Ф. Крейслера; концерты для скрипки с оркестром И. Брамса, М. Бруха, Г. Венявского, А. К. Глазунова, Ф. Мендельсона, Н. Паганини, Я. Сибелиуса; скрипичные сонаты И.-С. Баха, Э. Грига, Г. Доницетти и других композиторов. Нидерландская газета «De Telegraaf» писала о нём: «Корсакова можно сравнить с Хейфецем: он может всё, и это сочетается с удивительным хладнокровием и отсутствием всякой позы …». Критики также отмечали его яркость, мужественность, размах, выразительность звучания, виртуозность, техническую свободу.
Основатель и первый руководитель ансамбля Московской филармонии «Концертино» (с 1976 года). С этим ансамблем исполнял преимущественно переложения для струнного оркестра, в частности произведения Крейслера, «Серенаду» Ф. Легара, «Вокализ» С. В. Рахманинова, «Танец с саблями» из балета «Гаяне» А. И. Хачатуряна и другие. Ансамбль «Концертино» выполнил ряд оригинальных аранжировок. Также этому ансамблю принадлежит редакция и первое исполнение струнных квартетов В. А. Гаврилина.
Преподавал в Московской консерватории с 1971 года. Среди его учеников — участница Nohr-квартета Марина Уварова. В 1990 году возглавил Государственный академический камерный оркестр России, руководил им несколько месяцев.
Жил в Орехово-Зуеве и в Москве на Ленинградском шоссе, 33 (жилой комплекс «Лебедь»).
Умер 22 января 1991 года в Москве от инсульта. Похоронен на Ваганьковском кладбище.

## Память
Имя Андрея Борисовича Корсакова с 1992 года носит конкурс юных скрипачей, альтистов и виолончелистов, проводимый в Твери. 25 мая 2005 года в Орехово-Зуеве, в детской школе искусств имени Я. В. Флиера состоялся концерт памяти Корсакова.

## Семья
- Жена — Иоланта Христофоровна Мирошникова (род. 1947) — пианистка, Заслуженная артистка Аджарской АССР[7][9].
  - Дочь — Наталья Андреевна Корсакова[нем.] (род. 1973) — скрипачка и писательница[10]. Живёт в Швейцарии.

## Звания
- Народный артист РСФСР (2 февраля 1990 года) — за большие заслуги в развитии советского музыкального искусства[11]
- Заслуженный артист РСФСР (5 июня 1981 года)[12]